# Jepsonia
Jepsonia é um género botânico pertencente à família Saxifragaceae.
1. ↑  «Jepsonia — World Flora Online». www.worldfloraonline.org. Consultado em 19 de agosto de 2020